# Abbaye de Rewley
L’abbaye de Rewley (du latin Regalis-Locus) est une ancienne abbaye cistercienne située dans la rue éponyme à Oxford, en Angleterre. Comme la plupart des abbayes britanniques, elle a été fermée par Henry VIII durant la campagne de dissolution des monastères.

## Histoire

### Fondation
La fondation de l'abbaye remonte à la décision du comte de Cornouailles Edmund. Respectant les dernières volontés de son père Richard (le cofondateur de l'abbaye de Hailes), qui étaient de créer une abbaye à Oxford pour prier pour son âme, il se permet cependant une légère modification de celles-ci : alors que son père avait demandé un collège de trois chanoines, Edmund préfère construire une abbaye de six moines cisterciens, en qui il a plus confiance.
L'abbaye est fondée sur l'île d'Osney (en), à proximité de l'abbaye d'Osney (en). Le partage de l'île entre les abbayes et les seigneurs détermine le nom de Regalis locus (« Lieu de la règle »), d'où dérive Rewley.

### L'université cistercienne
Rapidement, cette petite fondation s'accroît, et Edmund, tenant compte de sa position privilégiée à Oxford, propose en 1280 à l'ordre cistercien d'en faire un collège de formation cistercienne. En 1292, un édit de l'abbé de Cîteaux, chef de l'ordre, précise que tous les monastères de la province de Cantorbéry (la moitié sud de l'Angleterre) comptant plus de vingt moines doivent en envoyer un faire des études à Rewley (« studium Oxonie »). Dès 1294, le nombre de moines présents est de seize.
Cette position privilégiée dans l'ordre cistercien cesse vers 1320, lorsque le collège des Bernardins de Paris devient le centre de formation général de tous les cisterciens. C'est également vers cette époque que le pape Benoît XII (dans ses bulles Fulgens sicut stella et surtout Summi magistri dignatis) oblige tout monastère cistercien comptant plus de quarante religieux à envoyer un religieux faire des études de théologie à Paris. La centralisation de la formation devient alors prioritaire sur la proximité, et Rewley cesse d'être un collège.

### Liste des abbés de Thame
- William de Gizors, élu en 1282
- Richard (Bartone), attesté en 1284
- Warin, attesté en 1286
- Robert, attesté en 1287 et en 1289
- Richard, attesté en 1294 et en 1297
- Richard II, nommé en 1302
- Thomas, nommé en 1310
- Peter, nommé en 1317, mentionné en tant que « Peter de Duvone » in 1324
- Simon, attesté en 1330 et en 1337
- Adam de Stanleghe, attesté en 1354 et en 1368
- John, attesté en 1402
- Thomas Brown (incertain), nommé en 1426
- Henry Skiris, nommé en 1444
- William Colshull, nommé vers 1453
- Gilbert Bilbey, attesté en 1480
- Henry, attesté en 1505 et en 1513
- John, attesté en mars 1521
- John Kylner, attesté en 1528
- John Ryton, attesté en 1532
- Nicholas Austen, attesté en 1533[3].

### Dissolution du monastère

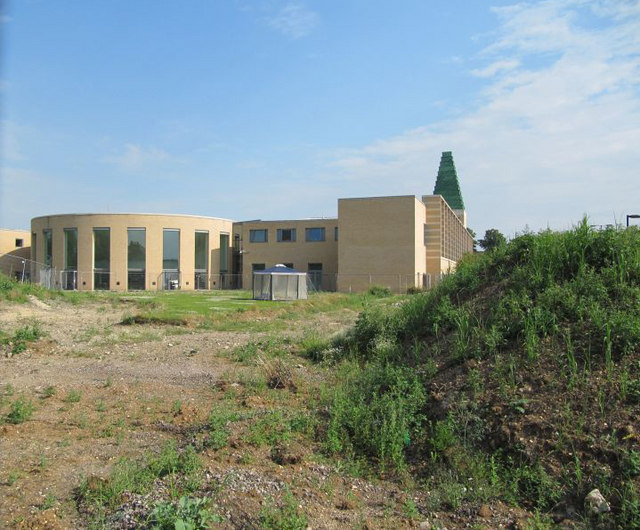
Le site actuel de l'ancienne abbaye.

En 1536, comme de nombreuses autres abbayes anglaises, à la suite de la rupture entre Henry VIII et l'Église catholique, l'abbaye de Rewley est fermée lors de la campagne de dissolution des monastères.